# Distretto di Santiago de Chuco
Il distretto di Santiago de Chuco  è uno degli otto  distretti della provincia di Santiago de Chuco, in Perù. Si trova nella regione di La Libertad e si estende su una superficie di 1073,63  chilometri quadrati.